# شهرستان تاروسسکی
شهرستان تاروسسکی (به لاتین: Tarussky District) یک شهرستان در روسیه است که در استان کالوگا واقع شده‌است.